# Сражение при Олд-Чёрч
Сражение при Олд-Чёрч (англ. Battle of Old Church), оно же Сражение при Мэйдекин-Крик (англ. Matadequin Creek), одно из сражений Гражданской война в США, которое произошло 30 мая 1864 года во время наступления генерала Гранта на Ричмонд (Оверлендской кампании). В то время как федеральная Потомакская армия и конфедеративная Северовирджинская армия стояли друг против друга на реке Тотопотоми, федеральной кавалерии Торберта было приказано прикрыть левый фланг армии. Выполняя этот приказ, Торберт столкнулся с кавалерийской бригадой Мэтью Батлера на рубеже реки Мэйдекин. После ожесточённой перестрелки северянам удалось оттеснить кавалерию Батлера, что позволило им захватить стратегически важны перекрёсток у Колд-Харбора на следующий день.